# Tudo de Bom
Tudo de Bom é uma coletânea da dupla sertaneja brasileira Rick & Renner lançada em 2009 pela Warner Music Brasil. Com 28 faixas divididas em 2 CDs, o álbum traz grandes sucessos lançados pela dupla ao longo da carreira como "Ela é Demais", "Muleca", "Cara de Pau", "Filha", "Só Pensando Em Você", "Bebedeira", entre outros. Trazendo também duas músicas inéditas que são "Pra Sempre Te Adorar" e "Tua Palavra" (solo de Rick) e também a regravação da música "Preciso Dizer Que Te Amo" (do primeiro álbum da dupla em 1992). Em 2012, o álbum foi certificado com disco de ouro pela ABPD e vendeu mais de 40.000 cópias.

## Faixas

### CD 1
1. "Tua Palavra"
2. "Preciso Dizer Que Te Amo"
3. "A Força do Amor"
4. "O Show Não Pode Parar"
5. "O Amor e Eu"
6. "Só Quero Te Dizer"
7. "Eu Mereço"
8. "Sem Direção"
9. "Credencial"
10. "Bebedeira"
11. "Maravilhosa"
12. "Eu e o Sabiá"
13. "Filha"
14. "Muleca"

### CD 2
1. "Pra Sempre Te Adorar"
2. "Mil Vezes Cantarei" (Una y Mil Veces)
3. "Poucas e Boas"
4. "Diga Que Ainda Me Ama"
5. "Seguir Em Frente"
6. "Só Pensando Em Você"
7. "Ela é Demais"
8. "Nóis Tropica, Mas Não Cai"
9. "Baby"
10. "Paixão de Peão"
11. "De Barretos a Nashville"
12. "Negativo Positivo"
13. "Doidinho Por Você"
14. "Cara de Pau"

## Certificações
| País          | Certificação | Data | Vendas certificadas |
| ------------- | ------------ | ---- | ------------------- |
| Brasil (ABPD) | Ouro         | 2012 | 40.000              |